# Juniperus phoenicea subsp. turbinata

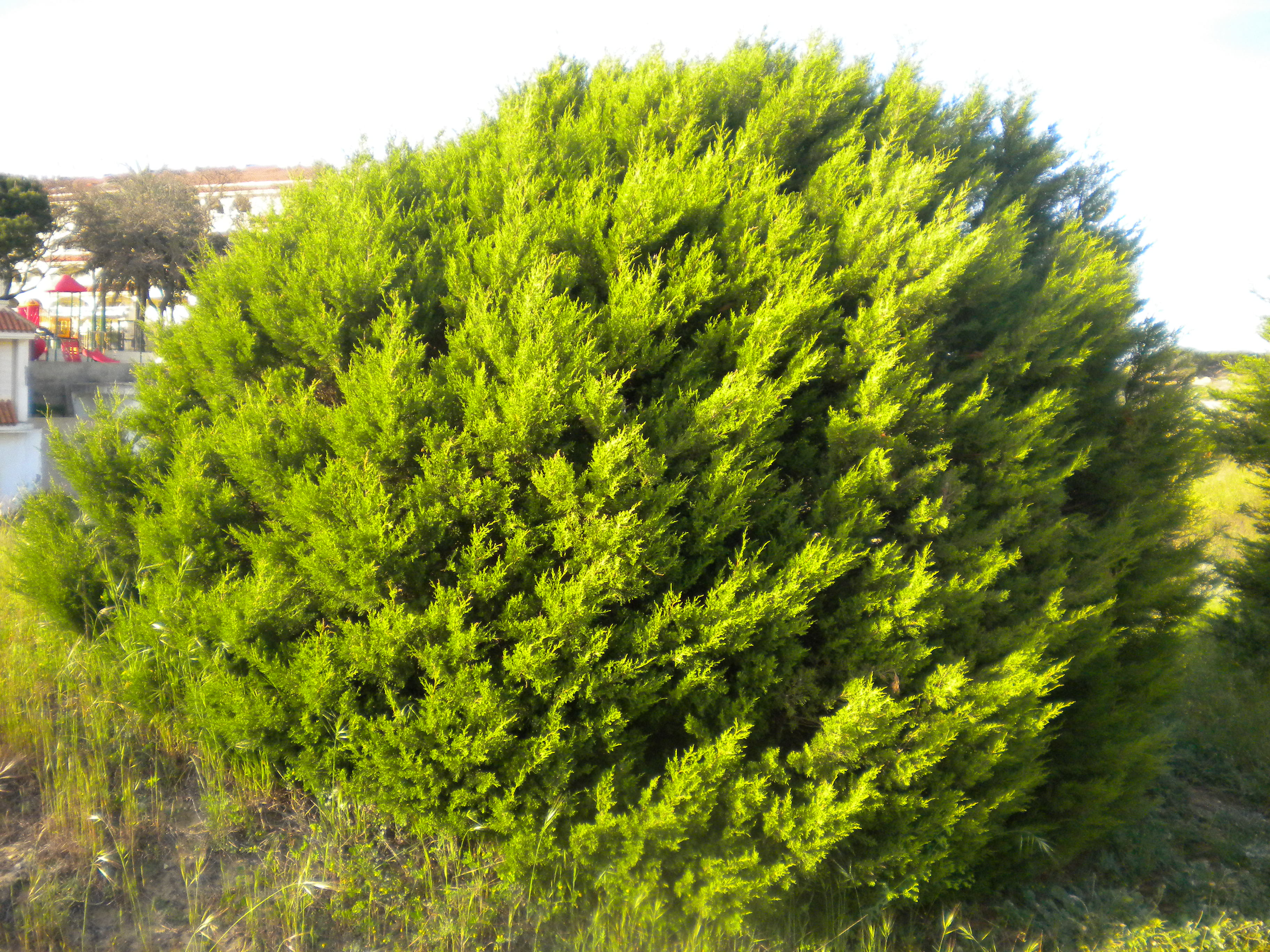
Juniperus phoenicea subsp. turbinata en Huelva, España.

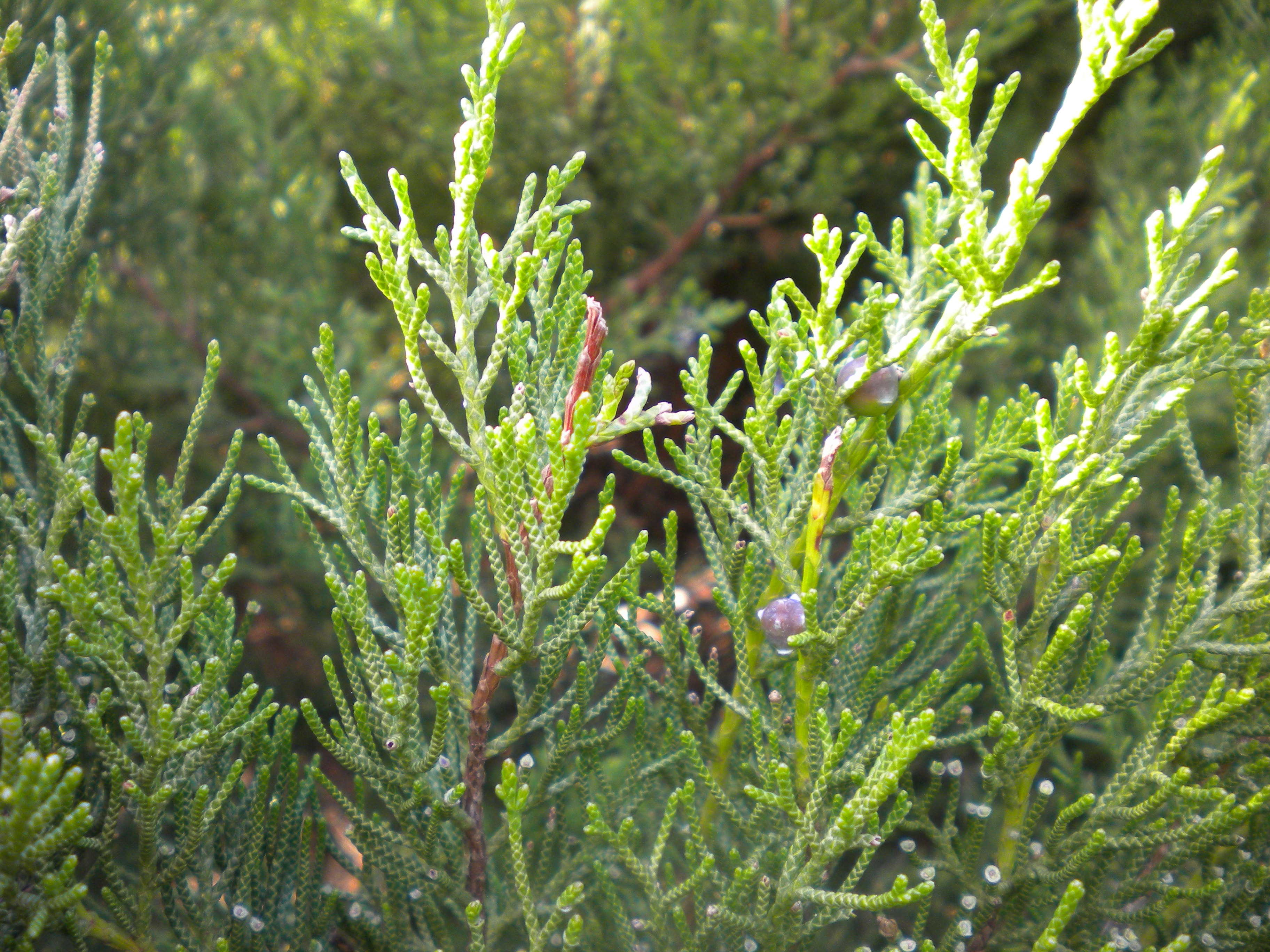
Detalle de las hojas.

Juniperus phoenicea turbinata  es una subespecie de Juniperus phoenicea, una conífera que habita en el sur de la península ibérica, en las islas Canarias y en las islas Baleares. Algunos sinónimos son Juniperus turbinata o Juniperis phoenicea canariensis (A.P.Guyot in Mathou & A.P.Guyot) Rivas-Mart., Wildpret & P.Pérez.

## Características
Se trata de un arbusto o árbol de hasta 8 m de altura, con hojas adultas escuamiformes, más o menos triangulares y apretadas junto a las ramitas. Conos generalmente terminales, globosos, negro azulados al principio y volviéndose de color rojo oscuro al madurar. 

## Taxonomía
Juniperus phoenicea subsp. turbinata fue descrita por  (Guss.) Parl.  y publicado en Annales des Sciences Naturelles; Botanique, sér. 3 17: 291. 1852.
Citología
Número de cromosomas de Juniperus phoenicea subsp. turbinata (Fam. Cupressaceae): 2n=22
Etimología
Juniperus: nombre genérico del latín iuniperus, dado al enebro.
phoenicea: epíteto latino que significa "rojo, encarnado", tal vez en referencia al color de los frutos. 
Sinonimia
- Juniperus lycia var. tarraconensis Sennen
- Juniperus oophora Kunze
- Juniperus phoenicea subsp. canariensis
- Juniperus phoenicea var. oophora (Kunze) Lázaro Ibiza
- Juniperus turbinata subsp. canariensis (A.P. Guyot in Mathou & A. P. Guyot) Rivas-Mart., Wildpret & P. Pérez
- Juniperus turbinata Guss.
- Juniperus canariensis Guyot & Mathou
- Juniperus phoenicea subsp. eumediterranea P.Lebreton & Thivend
- Sabina turbinata (Guss.) Antoine[7]

## Nombres comunes
- Castellano: sabina, sabina andaluza, sabina marina, sabina negral, sabina suave.[8]